# Driedorf
Driedorf es un municipio situado en el distrito de Lahn-Dill, en el estado federado de Hesse (Alemania). Su población estimada a finales de 2016 era de 5122 habitantes.
Se encuentra ubicado en el centro-oeste del estado, muy cerca de la orilla del río Lahn, un afluente del Rin.